# Skufia parva
Skufia parva is een hooiwagen uit de familie Pyramidopidae.